# Brand new day (Aice5の曲)
「Brand new day」（ブランドニューデイ）は、Aice5の3作目のシングル。2007年4月25日にスターチャイルド（キングレコード）から発売された。

## 概要
- 表題曲は、テレビアニメ『陸上防衛隊まおちゃん』が2007年にアンコール放送された際のオープニングテーマであり、カップリングは同アニメエンディングテーマを収録している。
- 初回限定盤はデジパック仕様になっている。

## 収録曲
1. Brand new day  [3:59]
  - 作詞・作曲・編曲：橋本由香利
2. Eternity  [4:17]
  - 作詞・作曲・編曲：橋本由香利
3. ショートショートケーキ  [4:42]
  - 作詞・作曲・編曲：橋本由香利
4. Brand new day    （off vocal version）
5. Eternity  （off vocal version）
6. ショートショートケーキ  （off vocal version）